# 얼라이드 아이리시 은행

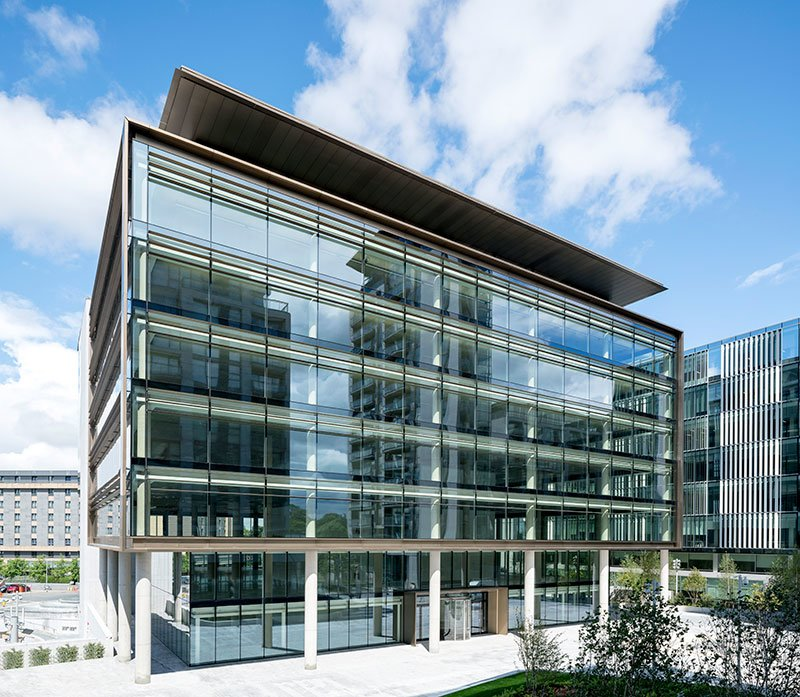
AIB 오피스 센트럴 파크

얼라이드 아이리시 은행(Allied Irish Banks)은 아일랜드섬의 이른바 빅4 상업 은행들 중 한 곳이다. AIB는 개인, 사업체, 기업을 위한 온전한 은행업 서비스를 제공한다. 이 은행은 또한 일련의 일반보험제품(가정, 여행, 차)들을 제공한다. 아이리시 라이프 어슈런스와의 긴밀한 대행 관계를 통해 생명보험과 연금을 제공한다.
2017년 6월, 아일랜드 정보는 얼라이드 아이리시 은행의 기업공개(IPO)를 완료했다.